# Solvay (Stati Uniti d'America)
Solvay è una località (village) degli Stati Uniti d'America, nella Contea di Onondaga nello Stato di New York. Dal censimento del 2000 la popolazione consta di 6.423 abitanti.
Solvay, amministrativamente fa parte del comune di Geddes.

## Storia
È un sobborgo della grande città di Syracuse e sorse nel 1881 attorno alla nota fabbrica di carbonato di sodio, la Solvay Process Company di proprietà dell'industriale americano Rowland Hazard, che riuscì ad assicurarsi il brevetto della produzione di ammoniaca e carbonato, inventato dai fratelli Alfred e Ernest Solvay del Belgio nel 1861.
Questo storico stabilimento, al punto massimo di produzione raggiunto nei primi decenni del Novecento, occupava oltre quattromila operai tutti emigranti di origine europea e chiuderà definitivamente nel 1986 dopo 105 anni di intensa attività produttiva.
Quello che era originariamente un territorio prettamente agricolo con pochi abitanti piano piano si trasformò in un centro industriale di una certa importanza economica attirando una moltitudine di disperati in cerca di lavoro.  Le prime casette in legno degli operai immigrati in parte abitate anche da Tirolesi, erano cresciute come funghi lungo un declivio a ovest della fabbrica tanto che, nel 1894, il nuovo agglomerato fu ufficialmente eretto allo stato di villaggio, prendendo il nome della stessa fabbrica che lo aveva, per così dire, paternalisticamente tenuto a battesimo sul proprio humus salino.
La popolazione era di 563 abitanti nel 1890, di 1.762 nel 1894, di 2.734 nel 1896, di 3.493 nel 1900 e di 5.000 nel 1906. Solvay era conosciuta con il soprannome di Piccolo Tirolo e la maggioranza degli espatriati trentini si stabilì in Caroline, Lamont, Freeman e Williams Street occupandone tutte le abitazioni. Attualmente vi si trovano industrie di coltellerie, chimiche e della famosa coca cola. Nel suo territorio si estrae il calcare e il gesso.

### Meta prediletta degli emigranti trentini e di Magasa
Il compianto ricercatore sull'emigrazione trentina nel mondo, Angelo Franchini di Bolbeno, ma con ascendenze valvestinesi, sosteneva qualche anno addietro che il numero dei discendenti Trentino-Tirolesi su una popolazione di 9.000 abitanti si poteva quantificare nella cifra attendibile di 2.500 unità raccolti in 350 famiglie. Nel 1929 i Trentini e loro discendenti fondarono il “Tyrol Club of Solvay”.
Secondo l'emigrante-cronista Gregorio Scaia di Prezzo il primo emigrante della Valle del Chiese a giungervi verso il 1880 fu un certo Francesco Maestri di Prezzo che diventò un uomo di fiducia dei proprietari della Solvay Process Company, mentre il primo magasino documentato fu Giovanni Zeni (1871-1947) detto Capolini, nel 1888.